# ヒュー・プライス
ヒュー・プライス（Huw Price, 1953年5月17日 - ）は、オーストラリア出身の哲学者。現在、ケンブリッジ大学哲学部バートランド・ラッセル教授、および同大学トリニティ・カレッジのフェロー 。過去には、シドニー大学チャリス哲学教授と同大学時間センターのディレクターを務めたほか、その前にはエディンバラ大学論理学・形而上学教授を歴任した。プライスはケンブリッジ大学の存在リスク研究センター（Centre for the Study of Existential Risk）共同創設者三名の一人である。
物理学の哲学における業績があるほか、「ネオプラグマティズム」と「反表象主義」の旗手として知られており、「あらゆる発話は、人間のやりとりにおける機能というレンズを通して理解されねばならず、意味論的関係の形而上学という観点から理解されるべきではない」と主張している。プライスのこの立場はロバート・ブランダムやその先達であるウィルフリッド・セラーズとの親和性が認められる。
1994年にオーストラリア人文学アカデミーのフェローに、2012年にはブリティッシュ・アカデミーのフェローに選出された。

## 著作

### 単著
- Facts and the Function of Truth (Blackwell 1988)
- Time's Arrow and Archimedes' Point: New Directions for the Physics of Time (Oxford University Press 1996)
遠山峻正、久志本克己訳『時間の矢の不思議とアルキメデスの目』講談社、2001年
- Naturalism without Mirrors (Oxford University Press 2011)
- Causation, Physics, and the Constitution of Reality: Russell's Republic Revisited ed. with Richard Corry (Oxford University Press 2007)
- Expressivism, Pragmatism and Representationalism (Cambridge University Press 2013)